# Бель-Вю (гостиница)
Гостиница «Бель-Вю» («Пуйстола») — историческое здание в Зеленогорске, построенное в 1874 году. Вплоть до 1940 года в нём располагался отель, после Великой Отечественной войны дом пребывал в запустении до 1960-х. Затем в нём работала школа, позднее — дом детского творчества. С 2000-х стал аварийным. Снесён в 2013 году.

## История
Гостиница была построена в Терийоках в 1874 году на углу улиц Виертотие и Миконкату. Деревянное здание сложили из крупных брёвен. Оно было оформлено в стиле поздней эклектики с элементами фахверка и получило обширную террасу с западной стороны, где находился пейзажный парк. В парке создали декоративный пруд с деревянным мостиком и беседкой. Гостиница стала первой в Терийоках, набиравших популярность как «северная Ницца», и отмечена во многих источниках как местная достопримечательность. От станции до неё можно было доехать на извозчике за плату от 75 пенни до 1 марки.

В начале XX века, для приезжающих и для дачников в Терийоках имелась прекрасная гостиница с большим тенистым садом; здесь, по субботам, местными дачниками устраивались танцевальные вечера и, кроме того, давались спектакли приезжающими артистами. Вход на танцевальный вечер стоил 40 копеек с человека, а на спектакль от 50 копеек до полутора рублей. При гостинице имелись бильярда и номера от 1 р. 25 коп. за комнату.
— К. Тюников. Терийоки и окрестности. СПб. 2003, стр. 20.
В начале XX века владельцем «Бель-вю» был некий Тимофеев. Сохранились документы о его прошении на выдачу лицензии на производство в гостиничном ресторане крепких напитков. В 1910--х здание гостиницы перестроили, фасады оштукатурили и оформили в стиле модерн. С 1918 по 1940 годы гостиница работала под названием «Пуйстола». В 1930-х террасу перестроили в закрытую веранду.
С 1941 года начался период запустения и деградации комплекса. К началу 1960-х были утрачены объемы веранды, крыльца и смотровой башенки. В первой половине 1970-х — начале 2000-х годов в здании размещалась школа, впоследствии — дом детского и юношеского творчества. До 1990-х здание оставалось в удовлетворительном состоянии. В 2008 году произошёл крупный пожар, который значительно повредил дом. К середине 2013 он пришёл в аварийное состояние, а в сентябре 2013 года был снесён неустановленными лицами.
- Детская художественная школа, июнь 2001 года
- Остатки цоколя после сноса здания в сентябре 2013 года
- Остатки цоколя после сноса здания. Общий вид

## Атрибуция
Долгое время даже официальные источники принимали дачу Мюзера, расположенную по современному адресу Театральная улица, 9, за «Бель-вю». Даже в официальном реестре КГИОП и сборнике «Памятники истории и культуры Санкт-Петербурга, состоящие под государственной охраной» КГИОП за 2005 была допущена эта ошибка. Изучив исторические карты и схемы межевания земель, исследователи истории Терийок определили правильную атрибуцию. После обращения в КГИОП была проведена экспертиза, и её автор Алла Кищук подтвердила, что гостиница «Бель-вю» («Пуйстола») находилась на участке №1 по Театральной улице, и к даче Мюзера отношения не имела.